# جانگ هیون سو
جانگ هیون سو (انگلیسی: Jang Hyun-soo؛ زادهٔ ۲۸ سپتامبر ۱۹۹۱) یک بازیکن فوتبال اهل کره جنوبی است که در باشگاه ورزشی الغرافه قطر در پست مدافع میانی بازی میکند.

## سابقه ملی
جانگ به عنوان یک بازیکن کلیدی برای کره جنوبی زیر نظر اولی اشتیلیکه، شین تائه-یونگ و پائولو بنتو بازی کرده است‌.وی در تیم ملی فوتبال کره جنوبی  ۵۸ بازی ملی دارد.  و همچنین در جام جهانی فوتبال ۲۰۱۸ حضور داشت. اما با این حال، در ۱ نوامبر ۲۰۱۸ ، جانگ به دلیل جعل سوابق مربوط به خدمت خود، یک محرومیت مادام العمر از حضور در تیم ملی و ۲۶،۸۰۰ دلار جریمه از کمیته‌ی فیرپلی فدراسیون فوتبال کره‌ی جنوبی دریافت کرد و او قبلاً با کسب طلا در بازی‌های آسیایی ۲۰۱۴ معافیت سربازی را کسب کرده بود.